# 拉特 (索恩-卢瓦尔省)
拉特（法語：Ratte，法語發音：[ʁat]）是法国索恩-卢瓦尔省的一个市镇，属于卢昂区。

## 地理
拉特（46°38'42"N, 5°18'11"E）面积8.99 平方千米，位于法国勃艮第-弗朗什-孔泰大區索恩-卢瓦尔省，该省份为法国中部省份，北起顺时针与科多尔省、汝拉省、安省、罗讷省、卢瓦尔省、阿列省和涅夫勒省接壤。
与拉特接壤的市镇（或旧市镇、城区）包括：卢昂附近蒙塔尼、卢昂、萨日、圣马丹迪蒙。

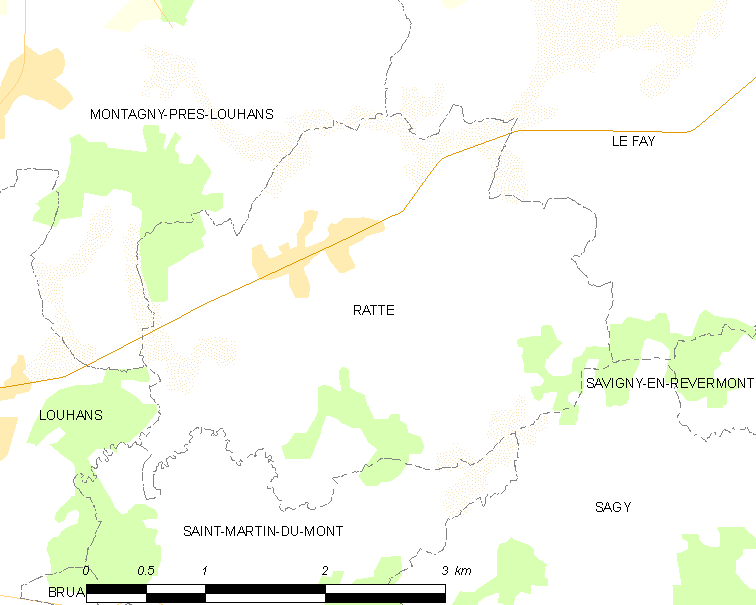
的OSM定位图

拉特的时区为UTC+01:00、UTC+02:00（夏令时）。

## 行政
拉特的邮政编码为71500，INSEE市镇编码为71367。

## 政治
拉特所属的省级选区为卢昂县。

## 人口

1962-2008年间人口变化图示

拉特于2022年1月1日时的人口数量为371人。